# Сокман I ал-Кутбі
Сокман I ал-Кутбі (*д/н — 1112) — 1-й бей Держави Шах-Арменідів з 1100 до 1112 року.

## Життєпис
Походив з курдського роду. Був гулямом (рабом-вояком) в сельджуцькому війську Кутб ад-Діна Ізмаїла, намісника Марванда в Азербайджані, й стриєчного брата султана Малік-шаха. Про його кар'єру замало відомостей. У 1100 році на чолі загону захопив у Марванідів місто Ахлат, який зробив своєю ставкою. Отримав від Мухаммеда Тапара, намісника Азербайджану та Аррану, надав йому право боротися проти місцевих династів та вірменських князів.
Протягом 1100—1103 років брав участь у війнах Тапара проти свого брата — султана Баркіярука. Потім був учасником походів до Картлі й Кахетії, а також Ширвана. При цьому завдяки боротьби з місцевими феодалами суттєво розширив володіння біля озера Ван, зокрема місто Сильван у 1108 році. У 1110 році отримав в якості ікта область Ахлат та титул бея. Розширив володіння у верхній Месопотамії,  захопив долину біля Бінгьоля. Також встановив зверхність на Сасунським князівством.
У 1111 році захопив місто Манцикерт. Того ж року на чолі свого загону був у складі сельджуцького війська, що виступило проти держав хрестоносців, зокрема графства Едесса. У 1112 році при облозі фортеці Тіл-Башер Сокман I загинув. Йому спадкував син Ібрагім Захір ад-Дін.

## Родина
- Ібрагім Захір ад-Дін, бей в 1112–1127 роках
- Ахмад, бей в 1127–1128 роках